# マサチューセッツ (曲)
「マサチューセッツ」(Massachusetts) は、ビージーズが1967年に発表した楽曲である。この曲のメイン・ボーカルはロビン・ギブが務めているため、後にロビンのコンサートでの主要曲となった。また、この曲は1968年のビージーズのアルバム『ホリゾンタル』(Horizontal) に収録された。マサチューセッツは、ビージーズにとってオーストラリアとイギリスで初めてとなるナンバー1ヒットとなり、世界中で500万枚を超える空前のヒットとなった。

## 歴史
ビージーズのバリーとロビン、モーリス・ギブがこの曲を書いたのは、オーストラリアの音楽グループであるザ・シーカーズに提供するためだったが、結局録音されずにザ・シーカーズは1968年に解散してしまった。
ビージーズがこの曲を書いたときは、まだマサチューセッツには行ったことがなかった。彼らはマサチューセッツという語感が単に好きだった。
この曲が録音された直後、ビートルズのマネージャーであるブライアン・エプスタインは、この曲は美しいため夏にヒットするとモーリスへ話した。なお、エプスタインはこの曲が発表された1967年に亡くなっている。
この曲はイギリスのラジオの歴史を飾っている。それは、BBC Radio 1 で2曲目に流された楽曲である（1曲目はザ・ムーブの「雨の中の想い出」）。
このシングルは、日本の公式ヒット・チャートであるオリコンで、日本人以外の歌手（洋楽アーティスト）で初めてナンバー1ヒットとなった。文化放送の洋楽番組『ユア・ヒット・パレード』でも1968年度の年間5位を記録。「マサチューセッツ」は世界の各国で1位を獲得したが、マサチューセッツ州があるアメリカ合衆国では11位に留まった。

## カバー
- ヴィッキー・レアンドロス - 1967年、シングル 邦題「星空のマサチューセッツ」
- ザ・ワンダース - 1968年、シングル「マサチューセッツ」（日本語詞：なかにし礼）
- 尾崎紀世彦 - 1979年、アルバム『尾崎紀世彦 ポピュラーアルバム』